# 永春乡 (维西县)
永春乡，是中华人民共和国云南省迪庆藏族自治州维西傈僳族自治县下辖的一个乡镇级行政单位。

## 词源
因地处永春河流域得名，永春河得名于流经之地山清水秀。

## 行政区划
永春乡下辖以下地区：
永春村、菊香村、美光村、四宝村、庆福村、拖枝村、三家村、兰永村、拉河柱村、罗马村、腊八底村、高泉村和拉日村。